# Corynorhynchus childei
Corynorhynchus childei är en insektsart som beskrevs av Cândido Firmino de Mello-Leitão 1939. 
Corynorhynchus childei ingår i släktet Corynorhynchus och familjen Proscopiidae. Inga underarter finns listade i Catalogue of Life.